# Горішні Трогерці
Горішні Трогерці (мак. Горно Трогерци) — село у Північній Македонії, яке входить до общини Карбинці, що в Східному регіоні країни.
Громада складається з 1 особи (перепис 2002): за національністю — македонець. Село розкинулося в низинній місцевості (середні висоти — 516 метрів), яку македонці називають Овче поле.